# Reserva natural de los Urales del Sur
La reserva natural de los Urales del Sur (en ruso: Южно-Уральский заповедник) es una reserva natural ubicada en la parte más alta de los Montes Urales del Sur. Varias cadenas montañosas atraviesan el territorio: Mashak, Zigalga, Nara Kumardak y Yamantau. Esta última montaña alcanza los 1.640 metros, siendo la más alta de los Urales Meridionales. El 90% de la reserva está situada en el distrito Beloretsky de la República de Baskortostán y el 10% restante se encuentra en Óblast de Cheliábinsk.

## Características

### Topografía
El terreno de la reserva está formado por varias crestas montañosas (Mashak, Zigalga, Nara Kumardak y Yamantau) que recorren en paralelo de sudoeste a noreste, con amplios valles intermontañosos y cortes transversales que crean una estructura enrejada. La zona no fue totalmente glaciada, pero muestra evidencia de glaciación local en la montaña y las mesetas. Todos los ríos del territorio están clasificados como pequeños arroyos, siendo el más largo el río Inzer, que tiene 93 km de longitud y se encuentra dentro de los límites de la reserva. Los arroyos tienen corrientes rápidas y lechos rocosos y hay varios pantanos pequeños en el lugar. La reserva está rodeada en su totalidad por zonas forestales.
La zona se ha visto muy afectada por sucesivas olas de actividad económica. Fue sede de extensas fundiciones de hierro en los siglos XVIII y XIX, con la consiguiente contaminación de los ríos y la extensa tala de árboles para alimentar las carboneras. A principios del siglo XX se expandió la explotación forestal comercial y durante la guerra se construyeron varios campos de internamiento dentro de una de las fronteras junto con un ferrocarril de vía estrecha. En la década de 1970 se tendieron carreteras, líneas eléctricas y oleoductos a través del territorio. En 1979 se estableció la reserva para restaurar y proteger una gran sección del bosque representativo de los Urales Meridionales.

### Flora y fauna

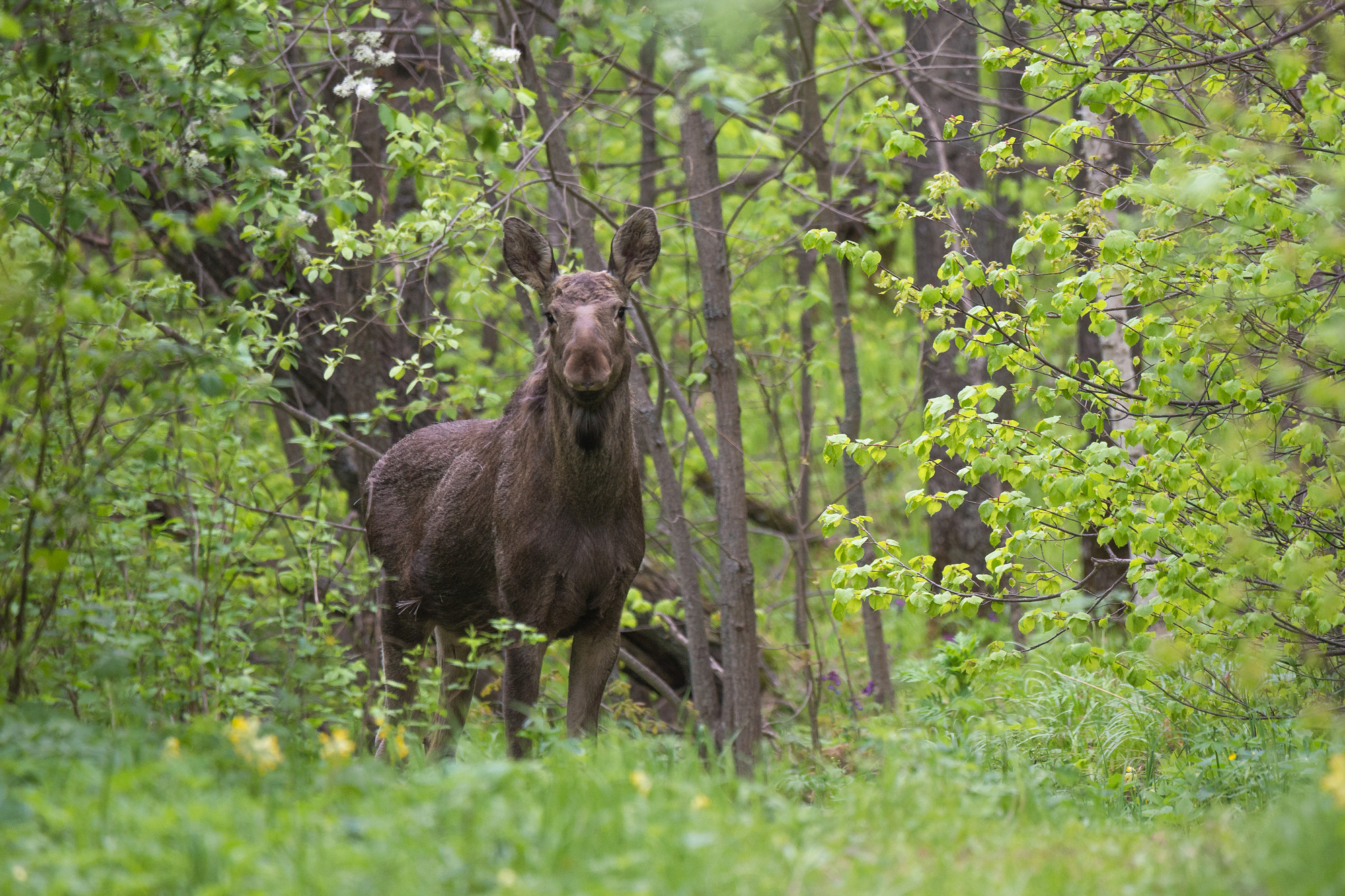
El alce es una especie característica de la reserva

Los bosques cubren el 89% del suelo; son una mezcla de coníferas ligeras (4 especies) y caducifolios (10 especies, incluidos el álamo y el abedul). Por encima de los 1.200 metros, la zona de la tundra montañosa es una de las comunidades de plantas arbustivas-musgos. Los científicos de la reserva han registrado 700 especies de plantas vasculares.
Son comunes en la zona mamíferos como el alce y el oso negro. Existen allí 13 especies diferentes de depredadores (incluidos los lobos como residentes permanentes), lo que indica presas importantes que incluyen ciervos y alces. Se han registrado 50 especies diferentes de mamíferos y 168 especies de aves, de las cuales 132 anidan.